# Jörgen Pettersson (hockey sur glace)
Pour les articles homonymes, voir Pettersson et Jörgen Pettersson.
Jörgen Pettersson (né le 11 juillet 1956 à Göteborg en Suède) est un joueur professionnel suédois de hockey sur glace. Il évoluait au poste d'ailier.

## Biographie

### Carrière en club
Il débute en senior dans la Division 1 en 1973 avec le Frölunda HC. Il est chois au dixième tour en cent-quinzième position par les Jets de Winnipeg lors du repêchage amateur de l'AMH 1976. Il joue dans la Ligue nationale de hockey entre 1980 et 1986 avec les Blues de Saint-Louis, les Capitals de Washington et les Whalers de Hartford. Il met un terme à sa carrière de joueur en 1991.

### Carrière internationale
Il représente la Suède au niveau international. Il prend part aux sélections jeunes.

## Statistiques

### En club
| Saison     | Équipe                 | Ligue      |     | Saison régulière | Saison régulière | Saison régulière | Saison régulière | Saison régulière |    | Séries éliminatoires | Séries éliminatoires | Séries éliminatoires | Séries éliminatoires | Séries éliminatoires |
| Saison     | Équipe                 | Ligue      | PJ  | B                | A                | Pts              | Pun              | PJ               | B  | A                    | Pts                  | Pun                  |                      |                      |
| 1973-1974  | Frölunda HC            | Division 1 | 13  | 0                | 2                | 2                | 2                | 15               | 3  | 3                    | 6                    | 2                    |                      |                      |
| 1974-1975  | Frölunda HC            | Division 1 | 29  | 19               | 3                | 22               | 4                |                  |    |                      |                      |                      |                      |                      |
| 1975-1976  | Frölunda HC            | Elitserien | 29  | 18               | 8                | 26               | 6                |                  |    |                      |                      |                      |                      |                      |
| 1976-1977  | Frölunda HC            | Elitserien | 19  | 15               | 4                | 19               | 4                |                  |    |                      |                      |                      |                      |                      |
| 1977-1978  | Frölunda HC            | Elitserien | 16  | 5                | 8                | 13               | 8                |                  |    |                      |                      |                      |                      |                      |
| 1978-1979  | Frölunda HC            | Elitserien | 35  | 23               | 11               | 34               | 12               |                  |    |                      |                      |                      |                      |                      |
| 1979-1980  | Frölunda HC            | Elitserien | 33  | 17               | 15               | 32               | 18               | 8                | 4  | 4                    | 8                    | 8                    |                      |                      |
| 1980-1981  | Blues de Saint-Louis   | LNH        | 62  | 37               | 36               | 73               | 24               | 11               | 4  | 3                    | 7                    | 0                    |                      |                      |
| 1981-1982  | Blues de Saint-Louis   | LNH        | 77  | 38               | 31               | 69               | 28               | 7                | 1  | 2                    | 3                    | 0                    |                      |                      |
| 1982-1983  | Blues de Saint-Louis   | LNH        | 74  | 35               | 38               | 73               | 4                | 4                | 1  | 1                    | 2                    | 0                    |                      |                      |
| 1983-1984  | Blues de Saint-Louis   | LNH        | 77  | 28               | 34               | 62               | 29               | 11               | 7  | 3                    | 10                   | 2                    |                      |                      |
| 1984-1985  | Blues de Saint-Louis   | LNH        | 75  | 23               | 32               | 55               | 20               | 3                | 1  | 1                    | 2                    | 0                    |                      |                      |
| 1985-1986  | Whalers de Hartford    | LNH        | 23  | 5                | 5                | 10               | 2                |                  |    |                      |                      |                      |                      |                      |
| 1985-1986  | Capitals de Washington | LNH        | 47  | 8                | 16               | 24               | 10               | 8                | 1  | 2                    | 3                    | 2                    |                      |                      |
| 1986-1987  | Frölunda HC            | Division 1 | 27  | 14               | 13               | 27               | 10               | 2                | 0  | 0                    | 0                    | 0                    |                      |                      |
| 1987-1988  | Frölunda HC            | Division 1 | 35  | 22               | 21               | 43               | 18               | 11               | 6  | 5                    | 11                   | 2                    |                      |                      |
| 1988-1989  | Frölunda HC            | Division 1 | 36  | 23               | 30               | 53               | 10               | 8                | 7  | 6                    | 13                   | 8                    |                      |                      |
| 1989-1990  | Frölunda HC            | Elitserien | 36  | 13               | 11               | 24               | 16               |                  |    |                      |                      |                      |                      |                      |
| 1990-1991  | Frölunda HC            | Elitserien | 1   | 0                | 0                | 0                | 0                |                  |    |                      |                      |                      |                      |                      |
| 1990-1991  | Hanhals IF             | Division 1 | 29  | 16               | 19               | 35               | 18               |                  |    |                      |                      |                      |                      |                      |
| Totaux LNH | Totaux LNH             | Totaux LNH | 435 | 174              | 192              | 366              | 117              | 44               | 15 | 12                   | 27                   | 4                    |                      |                      |

### En équipe nationale
| Année | Compétition                 |    | PJ | B | A | Pts | Pun | +/-             |  | Résultat |
| 1976  | Championnat du monde junior | 4  | 2  | 1 | 3 | 0   |     | Cinquième place |  |          |
| 1981  | Coupe Canada                | 5  | 0  | 0 | 0 | 0   |     | Cinquième place |  |          |
| 1983  | Championnat du monde        | 10 | 2  | 0 | 2 | 4   |     | Quatrième place |  |          |